# The Kansas City Massacre
Pour plus de détails, voir Fiche technique et Distribution.
The Kansas City Massacre (au Canada : Le massacre de Kansas City) est un téléfilm américain de Dan Curtis diffusé le 19 septembre 1975 sur ABC.
Il fait suite au film Melvin Purvis G-MAN. Comme son prédécesseur, il a été aussi distribué en salles en Europe.

## Synopsis
Plusieurs gangsters qui étaient escortés par des agents du FBI vers le pénitencier sont libérés par des complices. Plusieurs agents fédéraux et policiers locaux sont tués. Melvin Purvis met sur pieds une équipe spéciale chargée de retrouver les responsables du carnage.

## Fiche technique
- Titre original : The Kansas City Massacre
- Réalisation : Dan Curtis
- Scénario : William F. Nolan, Ric Hardman et Dan Curtis (non crédité)
- Montage : Dennis Virkler et Richard A. Harris
- Directeur de la photographie : Paul Lohmann
- Distribution : Gail Melnick
- Décors : Trevor Williams
- Musique : Bob Cobert
- Costumes : John S. Perry
- Effets spéciaux de maquillage : Michael Westmore (en)
- Producteur : Dan Curtis
- Producteur associé : Robert Singer
- Compagnies de production : ABC Circle Films - American Broadcasting Company
- Compagnie de distribution : ABC
- Genre : Policier et biopic
- Pays :  États-Unis
- Durée : 99 minutes[1]
- Date de diffusion :  États-Unis : 19 septembre 1975[2]

## Distribution
- Dale Robertson (VF : Jean-Claude Michel) : Melvin Purvis
- Bo Hopkins (VF : Marc de Georgi) : Charles Arthur "Pretty Boy" Floyd
- Scott Brady (VF : André Valmy) : Commissaire de police Herbert Tucker McElwaine
- Matt Clark (VF : Jean-Pierre Leroux) : Verne Miller
- John Karlen (VF : Georges Poujouly) : Sam Cowley
- Lynn Loring (VF : Michelle Bardollet) : Vi Morland
- Robert Walden (VF : Alain Dorval) : Adam Richette
- Elliott Street : Lester Gillis "Baby Face" Nelson
- Mills Watson (VF : Jacques Ferrière) : Frank "Jelly" Nash
- Harris Yulin (VF : Gabriel Cattand) : John Lazia
- Philip Bruns (VF : Claude Joseph) : Capitaine Jackson
- William Jordan (VF : Yves Barsacq) : John Dillinger
- Sally Kirkland (VF : Monique Morisi) : Wilma (Anna en VF) Floyd
- Morgan Paull : Alvin "Creepy" Karpis
- Ike Eisenmann (VF : Vincent Ropion) : Jimmie Floyd
- James Gammon : Garth
- Max Kleven : Parker
- Sandy Ward (VF : William Sabatier) : Ivers
- Lester Maddox : Gouverneur Patrick Burns
- Brion James : Homer Van Meter
- Larry Manetti : Harry Pierpont
- W.T. Zacha (VF : Raymond Loyer) : Tom Pendergast
- David Raydon (VF : Daniel Gall) : l'épicier
- Gary Sandy : Doc Barker
- Hunter Von Leer : Fred Barker
- Jim Storm : Larry De Vol